# Lãi suất thực tế
Lãi suất thực tế được tính xấp xỉ bằng lãi suất danh nghĩa trừ đi tỷ lệ lạm phát. Đây là lãi suất mà nhà đầu tư hy vọng nhận được sau khi trừ đi lạm phát. Đây không phải là số đơn thuần, vì các nhà đầu tư khác nhau có kỳ vọng về tỷ lệ lạm phát khác nhau. Nếu một nhà đầu tư nhận được 5% lãi trong năm tới và dự đoán rằng lạm phát là 2% thì ông ta hy vọng nhận được lãi thực là 3%.
Công thức Fisher:
{\displaystyle 1+i=(1+r)(1+E(I))}
trong đó
- {\displaystyle i} = lãi suất danh nghĩa;
- {\displaystyle r} = lãi suất thực;
- {\displaystyle E(I)} = tỷ lệ lạm phát kỳ vọng.